# 양동근
양동근(梁東根, 1979년 6월 1일 ~ )은 대한민국의 배우, 래퍼이다.

## 생애

### 연기 활동
1987년 KBS 송년특집극 《탑리》로 아역 연기자 첫 데뷔하였고 이듬해 1988년 《MBC 베스트셀러극장 - 어머니의 깃발》과 KBS 성탄특집극 《조선백자 마리아상》에도 단역(아역) 출연하였으며 이후 KBS, MBC, SBS 등 공중파 3사 드라마에서 아역 연기자 활약. 여성에게 인기가
많음.

### 가수 활동

#### 초창기

2010년 12월 26일 "Still a Team" 공연에 출연한 양동근

중고등학교 시절부터 친구들과 댄스 그룹을 만들어 용돈을 벌었을 정도로 음악에 대한 열정이 깊었던 양동근은, 댄스 그룹 윌에서 래퍼를 맡는 것으로 음악 커리어를 시작하였다. 윌은 4인조 그룹으로 출발하였으나 발전적으로 해체한 후 여성 구성원 한지인이 1997년 당시에는 아역 탤런트 출신으로 유명했던 양동근을 영입하여 2인조로 재편성한 것이었다. 윌은 〈과거를 묻지 마세요〉 등의 곡으로 활동하였다. 2001년 공식 데뷔를 하기 전까지의 그의 활동은 댄스 그룹 TNB 앨범 피쳐링, 윤손하 앨범 피쳐링 및 영화 《짱》 OST 참여 등이 있었다.

#### 래퍼로의 데뷔
이후 양동근은 2001년 SBS 《쇼! 무한탈출》의 "양동근의 사생결단"이란 코너에 출연, 김경식과 함께 힙합 가수로 데뷔시켜준다는 조건 하에 여러 미션을 하는 모습을 선보였다. 이 코너의 최종회에서 그는 한 힙합 콘테스트에서 우승을 거두었으며, 또 코너가 진행됨에 따라 만난 동료들과 "엮어 스쿼드"를 조직하였다. 이는 훗날 그의 활동 크루인 Yucka Squad가 되었다. 이러한 과정을 통해 양동근은 YDG aka Madman이란 예명을 짓고 2001년 7월 1집을 발표, 〈구리뱅뱅〉, 〈흔들어〉 등의 곡으로 활동하였다. 이 앨범은 "양동근의 사생결단"에서 친분을 맺은 드렁큰 타이거가 프로듀싱해주었으며 이 친분은 더욱 발전하여 그가 Movement에 합류하게 해주었다. 양동근의 1집은 그의 연기자로써의 유명세 덕분에 화제가 되기는 하였으나 수록곡 일부의 욕설 가득한 가사로 19세 미만 청취불가 판정을 받았으며, 특히 그의 특유의 부정확한 발음이 매니아들 사이에서는 비판의 대상이 되었다. 그 다음해, 양동근은 영화 《해적, 디스코왕 되다》의 조연을 맡았으며 이와 함께 80년대 히트곡을 힙합으로 편곡한 〈골목길〉을 발표, 어느 정도 인기를 끌었다. 2003년에는 그의 2집이 나왔으며 타이틀곡은 〈청춘〉이었다.

#### 3집 이후
이후 양동근은 비교적 오랫동안 음악 활동을 쉬었으며, 그의 세 번째 앨범은 2006년 《닥터깽》 출연 이후 발표되었는데, 정글 엔터테인먼트와 앨범 계약을 맺고 제작되었다. 양동근은 영화 《모노폴리》 OST인 〈거울〉을 비롯, WIDY-G, 〈홍콩가자〉 등의 다양한 곡으로 활동하였다. 이 곡은 그의 독실한 개신교(기독교) 신앙이 어느 때보다 잘 반영된 앨범으로 종교에 대한 거부감이 있는 이들에게서는 약간의 비난을 받기도 하였지만, 대개는 그의 스타일이 잘 정제되어 특유의 그루브를 살려낸 수작이라는 평가를 받았다. 이 앨범을 계기로 그는 한 명의 어엿한 힙합 뮤지션으로 인정받았다. 또, 유명 힙합 웹진 힙합플레이야에서는 2006년 8월 이 달의 아티스트로 그를 선정, 그 해에 공연인 힙합플레이야 쇼의 주인공으로 세우기도 하였다. 네 번째 앨범은 1년 3개월 후인 2007년 10월 발표되었으며, 타이틀곡 〈나는 나뻐〉로 활동하였다. 4집 활동과 병행하여 2007년에는 그가 2년 전부터 해왔던 연극 《관객모독》을 랩뮤지컬로 재연출하여 두 달 간 선보였었다. 2008년 초 연기와 음악 활동을 병행해오던 양동근은 입대 영장을 받고 5월 조용히 군입대하였다. 이에 따라 그의 모든 활동이 일시 중단되었다.

#### 제대 후 활동 재개
2010년 제대 후 그의 첫 활동은 그전부터 친분이 있었던 Fresh Boyz의 앨범에 피쳐링 참여를 한 것이었다. 곧이어 그는 4집 수록곡 〈개키워〉를 편곡, 디지털 싱글로 발표하였고, 이어 11월 베스트 앨범을 발표하였다. 베스트 앨범에는 그가 군복무 중 국방부에서 주최한 자살 방지 캠페인의 일환으로 만든 곡 〈어깨〉와 국군방송 《국방부의 위문열차》에서 먼저 선보인 바 있었던 곡 〈탄띠〉가 실렸다. 〈탄띠〉는 베스트 앨범 타이틀곡으로 그의 방송 무대 복귀곡이 될 예정이었으나 방송3사 방송불가 판정을 받았고, 이에 따라 방송 불가 받은 부분이 "배고프면 라면 까 라면 까" 부분을 수정하여 방송에서 불러 활동할 수 있었다.
베스트 앨범 활동을 마무리한 후 한동안 그의 음악 활동은 뜸했으며, 그가 돌아온 것은 2011년 영화 《퍼펙트 게임》 OST에서로, 스컬과의 콜라보가 화제가 되었다. 2012년에는 같은 크루 소속의 프로듀서인 Smokie J의 결혼식 축가로 만든 Just the Two of Us와 그가 주연을 맡은 OCN 드라마 《히어로》 OST 등을 작업하였다. 그리고 2012년 겨울 드디어 새 싱글 Mercedes의 뮤직비디오 촬영 현장을 공개하면서 팬들을 설레게 하였다. 이 곡은 추후 Give It to Me라는 제목으로 발표되었다. 2014년 2월 25일에는 다이나믹 듀오, 크러쉬 등과 함께 한 싱글 JAJAJA를 발표하였다.
대표곡: 〈구리뱅뱅〉, 〈흔들어〉, 〈골목길〉, 〈청춘〉, 〈거울〉, 〈WIDY-G〉, 〈홍콩가자〉, 〈나는 나뻐〉, 〈개키워〉, 〈탄띠〉, 〈Just the Two of Us〉, 〈Give It to Me〉

#### 인연 그리고 가족 탄생
2013년 1월 29일 양동근은 일반인 여성과의 오랫동안 교제관계로 맺다가 올해 안에 결혼을 하게 되었다. 또한 결혼 발표 전 임신 중인 사실을 밝혔다. 그와 오랫동안 교제해 온 일반인 여성으로, 이해심 많은 착한 심성의 소유자로 알려졌다.
그 다음날 첫째 아들 양준서가 태어나고 2년후 또 다시 임신 소식이 전해지고 10월 11일 둘째 딸 양조이가 태어났으며 KBS2《슈퍼맨이 돌아왔다》에서 공동육아구역 OGG에 정식합류하여 시청자들을 통해 가장 긍정적인 반응을 얻었다. 이후 2017년 4월 28일 셋째 아들 양실로를 득남하였다.

## 수상 및 후보
| 연도 | 시상식                                  | 부문                                 | 작품                     | 결과 |
| ---- | --------------------------------------- | ------------------------------------ | ------------------------ | ---- |
| 1991 | KBS 연기대상                            | 남자 아역상                          | 형                       | 수상 |
| 1991 | 제27회 백상예술대상                     | TV부문 아역상                        | 서울 뚝배기              | 수상 |
| 2000 | MBC 코미디대상                          | 인기상                               | 뉴 논스톱                | 수상 |
| 2001 | 제21회 한국영화평론가협회상             | 신인남우상                           | 수취인불명               | 수상 |
| 2001 | 제3회 엠넷 아시안 뮤직 어워드           | 남자 신인상                          | 구리뱅뱅                 | 후보 |
| 2001 | MBC 방송연예대상                        | 코미디·시트콤부문 최우수상           | 뉴 논스톱                | 수상 |
| 2002 | MBC 연기대상                            | 기자들이뽑은 올해의 탤런트상         | 네 멋대로 해라           | 수상 |
| 2002 | MBC 연기대상                            | 네티즌이뽑은 올해의 탤런트상         | 네 멋대로 해라           | 수상 |
| 2002 | MBC 연기대상                            | 미니시리즈 부문 남자 우수연기상      | 네 멋대로 해라           | 수상 |
| 2003 | 제39회 백상예술대상                     | TV부문 남자신인연기상                | 네 멋대로 해라           | 수상 |
| 2003 | 영화부분 베스트드레서상                 | 빈칸                                 | 빈칸                     | 수상 |
| 2004 | 제27회 황금촬영상                       | 최우수 인기남우상                    | 와일드 카드              | 수상 |
| 2004 | 제41회 대종상                           | 남우주연상                           | 와일드 카드              | 후보 |
| 2006 | 경찰박물관 1주년 기념 경찰영화제 감사패 | 빈칸                                 | 빈칸                     | 수상 |
| 2009 | 육군참모총장상                          | 빈칸                                 | 빈칸                     | 수상 |
| 2017 | MBC 방송연예대상                        | 쇼 시트콤부문 남자 우수상            | 보그맘                   | 후보 |
| 2017 | MBC 방송연예대상                        | 시트콤부문 특별상                    | 보그맘                   | 수상 |
| 2020 | MBC 연기대상                            | 월화 미니·단막부문 남자 우수연기상   | 365: 운명을 거스르는 1년 | 후보 |
| 2022 | MBC 연기대상                            | 남자 조연상                          | 금혼령, 조선 혼인 금지령 | 후보 |
| 2022 | SBS 연기대상                            | 미니시리즈 코미디·로맨스 남자 조연상 | 치얼업                   | 후보 |